# Sandman – Die Gütigen
Die Gütigen (Originaltitel The Kindly Ones) ist die neunte Sammlung der DC-Comics-Serie Sandman. Die Serie wurde geschrieben von Neil Gaiman, die einzelnen Episoden wurden illustriert von Marc Hempel, Richard Case, D’Israeli, Teddy Kristiansen, Glyn Dillon, Charles Vess, Dean Ormston und Kevin Nowlan. Alle Episoden wurden gelettert von Todd Klein.
Die Einzelausgaben der Sammlung erschienen zuerst in den Jahren 1993 bis 1995. Die Sammlung erschien als Paperback und Hardcover 1996.

## Handlung
Die Gütigen bildet den Abschluss der Haupthandlung von Sandman und führt insbesondere Handlungsstränge aus dem zweiten Band Das Puppenhaus und dem fünften Band Über die See zum Himmel zu Ende. Gaiman nimmt auch viele Motive aus Die Zeit des Nebels und der Orpheusgeschichte (in Fabeln und Reflexionen und Kurze Leben) wieder auf und verleiht ihnen mehr Bedeutung.
Strukturell gehört Die Gütigen zu den ambitioniertesten Sammlungen der Serie. Sie ist auch die mit Abstand längste. Die deutsche Ausgabe teilte der Tilsner-Verlag in zwei Bücher. Die Erzählung ist wie eine antike Tragödie konzipiert, in der die Moiren den Chor bilden. Die Moiren verkörpern das Schicksal und sind dargestellt als die Drei, die auch schon in den vorangehenden Bänden (z. B. Präludien und Notturni) auftauchten und in denen Moiren und Erinnyen (bzw. Furien oder Eumeniden – die titelgebenden „Gütigen“) verschmelzen.
In dieser Geschichte kulminieren verschiedene Konflikte, die Dream in der Vergangenheit verursacht hat, und verbinden sich zu einer Bedrohung, der er sich nur entziehen könnte, indem er seine Verantwortung aufgäbe, was für ihn aber nicht in Frage kommt.
Lyta Hall, die Mutter von Dreams Sohn Daniel, der nordische Gott Loki und die Hexe Thessaly haben alle ihre eigenen Gründe, sich an Dream zu rächen. Nachdem Daniel entführt wird, glaubt Lyta fälschlicherweise, dass Dream dafür verantwortlich ist. Tatsächlich aber hat Loki zusammen mit dem Puck aus Gaimans Version des Sommernachttraums den Jungen entführt und seinen sterblichen Teil verbrannt, um Lyta auf Dream zu hetzen.
Auf ihrer Suche nach Dream trifft Lyta die Erinnyen, die Rachegöttinnen, und schließt sich ihnen an. Sie dürfen Dream rächend bestrafen, weil er Familienblut vergossen hat – zwar nicht, wie Lyta glaubte, das seines Sohnes Daniel, dafür aber das des Orpheus, den er auf dessen eigene Bitte hin tötete.
Während der ganzen Geschichte bleibt es vage, ob Dream die Folgen seines Handelns und seiner unbedingten Ergebenheit an seine Pflicht klar sind. Er folgt einem Ruf Nualas ins Feenreich, obwohl er dadurch sein Reich den Erinnyen entblößt, nur weil er Nuala versprochen hat, ihr einmal einen Wunsch zu erfüllen.
Dieser unbedingten Pflichterfüllung stellt Gaiman, gleichsam als Kommentare, andere Geschichten gegenüber, die nur bedingt etwas mit der eigentlichen Handlung zu tun haben. So trifft Lyta in einem Nachtclub in Los Angeles einen Mann, während im Hintergrund der Barbesitzer Piano spielt, obwohl er nicht gerne Wünsche erfüllt. Der Pianist ist Luzifer, der Dream in Die Zeit des Nebels die Schlüssel zur Hölle überreicht hatte, als er keine Lust mehr auf sie verspürte und damit seine Pflicht einfach aufgab.
Anzunehmen ist, dass Dream das Ende seines Weges spätestens in dem Moment gekommen sieht, als er den neu erschaffenen Korinther, einen augenfressenden Albtraum, beauftragt, Daniel zu suchen und ins Traumreich zu bringen. Am Ende steht Dream vor der Wahl, sein Reich von den Erinnyen zerstören zu lassen oder zu sterben. Er ruft seine Schwester Death und reicht ihr, umgeben von Tauben, die Hand, eine Szene, die eine Szene aus Das Rauschen ihrer Flügel wieder aufnimmt. Als einer der „Ewigen“ stirbt nicht Dream, sondern der Aspekt „Morpheus“. Daniel wird nun ein neuer Aspekt von Dream, ganz in Weiß statt in Schwarz, und kehrt somit nie wieder zu seiner Mutter zurück.